# Phortioeca peruana
Phortioeca peruana är en kackerlacksart som beskrevs av Henri Saussure 1862. Phortioeca peruana ingår i släktet Phortioeca och familjen jättekackerlackor. Inga underarter finns listade i Catalogue of Life.